# 符騰堡的奧古斯塔·伊莉莎白
符騰堡的奧古斯塔·伊莉莎白（德語：Auguste Elisabeth von Württemberg，1734年10月30日—1787年6月4日），圖恩和塔克西斯親王妃，符騰堡公爵卡爾·亞歷山大的女兒。

## 家庭
1753年，奧古斯塔·伊莉莎白與表哥卡爾·安瑟爾姆結婚，兩人共有2子3女：
1. 瑪麗亞·特蕾莎（1757年—1776年），早逝
2. 索菲·弗蕾德里克（英语：Princess Sophie Friederike of Thurn and Taxis）（1758年—1800年）
3. 亨麗卡·卡羅琳娜（1762年—1784年）
4. 卡爾·亞歷山大（1770年—1827年）
5. 腓特烈·約翰（1772年—1805年）